# Pseudoselago verbenacea
Pseudoselago verbenacea är en flenörtsväxtart som först beskrevs av Carl von Linné d.y., och fick sitt nu gällande namn av O.M. Hilliard. Pseudoselago verbenacea ingår i släktet Pseudoselago och familjen flenörtsväxter. Inga underarter finns listade i Catalogue of Life.